# Abraham Teniers
Abraham Teniers  (Antwerpen, 1 maart 1629 - aldaar, 26 september 1670) was een Zuid-Nederlands kunstschilder en graveur. Hij was specialiseerd in genrestukken met herbergen en apen.
Hij was een zoon van David Teniers I. Drie van zijn  broers waren ook schilders: David de Jongere (1610-1690), Juliaan II (1616-1678) en Theodoor (1619-1697).
|  |  |  |

- Bibliothèque nationale de France: cb14936503r (data)
- Biografisch Portaal: 74350662
- Gemeinsame Normdatei: 132472643
- International Standard Name Identifier: 0000 0000 6687 0800
- RKD-Nederlands Instituut voor Kunstgeschiedenis: 76784
- Union List of Artist Names: 500017306
- Virtual International Authority File: 38079439
- WorldCat: E39PBJr3wp868m9mfB4gmFCG73